# NGC 6066
NGC 6066 (другие обозначения — ZWG 79.54, NPM1G +14.0440, PGC 57230) — галактика в созвездии Змея.
Этот объект входит в число перечисленных в оригинальной редакции «Нового общего каталога».